# 坪内逍遙大賞
坪内逍遙大賞（つぼうちしょうようたいしょう）は、美濃加茂市と早稲田大学が主催する賞である。1994年に美濃加茂市が市制40周年を記念して設立し、2007年に美濃加茂市は早稲田大学と文化交流協定を結び、以来美濃加茂市と早稲田大学が毎年交代で開催している。

## 概要
坪内逍遙は現在の岐阜県美濃加茂市に生まれた。坪内は日本近代文学の先駆者でありまた、新しい国劇の樹立に尽力した。美濃加茂市は市制40周年にあたる1994年、坪内の功績を称えるとともに、市民文化の向上のため、坪内逍遙大賞を設立した。
受賞対象は、日本全国の個人または団体による演劇に関する活動・著作のうちで、坪内の功績を再認識させる、現在及び過去における優秀な業績である。
演劇に関する活動・著作とは、演劇全般に及び、脚本、演技、演出、制作、舞台美術、舞台活動、研究、評論などである。

### 2007年以降
2007年に締結した、美濃加茂市と早稲田大学の文化交流協定に基づき、毎年開催されていた美濃加茂市による演劇の坪内逍遙大賞は隔年開催に移行した。以降、美濃加茂市の坪内逍遙大賞は、早稲田大学による文芸・文化・芸術の坪内逍遙大賞と毎年交代での開催となった。坪内逍遙大賞全体としては毎年開催している（2004年、2005年は開催していない）。

## 受賞者
|               | 受賞者                | 受賞者備考欄                               |
| ------------- | --------------------- | ------------------------------------------ |
| 第1回 1994年  | 六代目 中村歌右衛門   | 歌舞伎役者、女形                           |
| 第2回 1995年  | 島田正吾              | 俳優、新国劇                               |
| 第3回 1996年  | 加藤道子              | 俳優、声優（ラジオドラマ『日曜名作座』等） |
| 第4回 1997年  | 前進座                | 歌舞伎劇団                                 |
| 第5回 1998年  | 野村万作              | 狂言師                                     |
| 第6回 1999年  | 小沢昭一              | 俳優、俳人、著作活動                       |
| 第7回 2000年  | 仲代達矢              | 俳優、劇団俳優座出身、無名塾主宰           |
| 第8回 2001年  | 四代目 中村雀右衛門   | 歌舞伎役者、女形、俳優                     |
| 第9回 2002年  | 二代目 水谷八重子     | ジャズ歌手、俳優                           |
| 第10回 2003年 | 九代目 松本幸四郎     | 歌舞伎役者、俳優、日本舞踊松本流           |
| 第11回 2006年 | 観世榮夫              | 能楽師、俳優                               |
| 第12回 2008年 | 二代目 中村吉右衛門   | 歌舞伎役者、創作作品                       |
| 第13回 2010年 | 十五代目 片岡仁左衛門 | 歌舞伎役者                                 |
| 第14回 2012年 | 四世宗家家元 花柳壽輔 | 日本舞踊                                   |
| 第15回 2014年 | 吉永小百合            | 俳優                                       |
| 第16回 2016年 | 渡辺美佐子            | 俳優                                       |
| 第17回 2018年 | 北川悦吏子            | 脚本家                                     |
| 第18回 2020年 | 白石加代子            | 俳優                                       |
| 第19回 2022年 | 松岡和子              | 翻訳家、演劇評論家                         |
| 第20回 2024年 | 野村萬斎              | 狂言師                                     |